# Eleição para o Senado federal pela Virgínia Ocidental em 2024
A eleição para o Senado dos Estados Unidos na Virgínia Ocidental de 2024 foi realizada em 5 de novembro de 2024 para eleger um membro do Senado dos Estados Unidos para representar o estado da Virgínia Ocidental. O prefeito de Wheeling, democrata Glenn Elliott, e o governador republicano Jim Justice concorreram ao seu primeiro mandato no cargo. Justice venceu a eleição geral com mais de 68% dos votos, sucedendo o incumbente independente Joe Manchin, que não buscou um terceiro mandato completo.
Esta foi a primeira vez desde a eleição especial de 1956 [en] que um republicano venceu o assento de Classe I do Senado da Virgínia Ocidental.
Manchin, que foi democrata até seu último ano no Senado, anunciou que não concorreria à reeleição pouco antes de se declarar independente. Ele endossou Elliott, que venceu a nomeação democrata com 45% dos votos contra o ativista político Zach Shrewsbury [en] e o empresário Don Blankenship. Justice venceu a nomeação republicana com 62% dos votos contra o congressista Alex Mooney [en].
Devido à forte inclinação republicana da Virgínia Ocidental, à ausência de Manchin e à realização simultânea com a eleição presidencial em um estado onde Donald Trump era esperado para vencer por ampla margem, esse assento era amplamente esperado para ser facilmente conquistado pelos republicanos em 2024. Republicanos eleitos ocuparam ambos os assentos do Senado da Virgínia Ocidental pela última vez em 1931. A Virgínia Ocidental tornou-se um dos vários estados a ter um senador sênior mais jovem (Shelley Moore Capito) e um senador júnior mais velho (Justice).

## Contexto
Joe Manchin obteve sucesso eleitoral ao longo da década de 2010, posicionando-se como um democrata centrista a conservador com fortes laços com a Virgínia Ocidental, que agora é considerada um estado profundamente republicano nos níveis federal e estadual.
O Partido Republicano identificou a disputa como uma prioridade máxima no ciclo eleitoral de 2024. Entre os republicanos que concorreram a esta vaga estão o congressista Alex Mooney [en] e o governador Jim Justice.
Devido à forte tendência partidária do estado, à margem estreita com que Manchin foi reeleito em 2018 [en] e ao provável bom desempenho do candidato republicano à presidência na mesma votação, os republicanos eram favoritos para conquistar esta vaga, mesmo que Manchin se candidatasse à reeleição.  Depois que Justice anunciou sua candidatura ao cargo em abril de 2023, o Elections Daily classificou esta disputa como “segura para os republicanos” devido à sua forte vantagem nas pesquisas contra Manchin. Desde que Manchin anunciou sua aposentadoria, todos os principais veículos de comunicação classificaram este cargo como uma fácil conquista para o Partido Republicano. Embora algumas fontes do Partido Democrata esperassem que uma vitória nas primárias de Don Blankenship levasse Manchin a concorrer como independente, o próprio Manchin descreveu essa ideia como um “cenário muito, muito improvável” que terminou quando Blankenship perdeu as primárias.

## Primária democrata

### Candidatos

#### Nomeado
- Glenn Elliott, ex-prefeito de Wheeling (2016–2024)[10]

#### Eliminados na primária
- Don Blankenship, ex-presidenteda Massey Energy [en], candidato republicano ao Senado dos EUA em 2018 [en] e nomeado pelo Partido da Constituição para presidente em 2020[11]
- Zach Shrewsbury [en], organizador político[12]

#### Recusaram
- Joe Manchin, senador dos EUA em exercício (endossou Elliott)[13]

### Endossos
| Categoria           | Glenn Elliott                                                                                  | Zach Shrewsbury |
| ------------------- | ---------------------------------------------------------------------------------------------- | --- |
| Senadores dos EUA   | - Joe Manchin, senador pela Virgínia Ocidental (2010–2025) (independente)                      | — |
| Autoridades locais  | - Alex Mooney [en], prefeita de Charleston (2019–presente)                                     | — |
| Sindicatos          | - West Virginia AFL–CIO - United Auto Workers - Trabalhadores das Comunicações da América [en] | — |
| Deputados estaduais | —                                                                                              | - Anitra Hamilton, deputada estadual (2023–presente) - Evan Hansen [en], deputado estadual (2018–presente) - Danielle Walker [en], ex-deputada estadual (2018–2023) |
| Indivíduos          | —                                                                                              | - Howie Klein [en], ex-presidente da Reprise Records (1989–2001) e professor adjunto na Universidade McGill - Heather Digby Parton [en], blogueira política         |
| Organizações        | —                                                                                              | - Peace Action [en] - Democratas Progressistas da América |

### Arrecadação de fundos
| Relatórios de financiamento de campanha até 24 de abril de 2024 | Relatórios de financiamento de campanha até 24 de abril de 2024 | Relatórios de financiamento de campanha até 24 de abril de 2024 | Relatórios de financiamento de campanha até 24 de abril de 2024 |
| Candidato                                                       | Arrecadado                                                      | Gasto                                                           | Saldo em caixa                                                  |
| --------------------------------------------------------------- | --------------------------------------------------------------- | --------------------------------------------------------------- | --------------------------------------------------------------- |
| Zachary Shrewsbury (D)                                          | $295.678                                                        | $238.895                                                        | $56.782                                                         |
| Glenn Elliott (D)                                               | $125.407                                                        | $60.071                                                         | $65.335                                                         |
| Don Blankenship (D)                                             | $1.000                                                          | $0                                                              | $1.085                                                          |
| Fonte: Comissão Eleitoral Federal                               |                                                                 |                                                                 |                                                                 |

### Resultados
| Candidato       | Partido                                 | Votos   | Porcentagem |
| --------------- | --------------------------------------- | ------- | ----------- |
| Glenn Elliott   | Partido Democrata da Virgínia Ocidental | 46.176  | 45,40%      |
| Zach Shrewsbury | Partido Democrata da Virgínia Ocidental | 36.754  | 36,14%      |
| Don Blankenship | Partido Democrata da Virgínia Ocidental | 18.778  | 18,46%      |
| Total           | Total                                   | 101.708 | 100,00%     |

Fonte: 

## Partido Repbulicano

### Candidatos

#### Nomeado
- Jim Justice, 36º governador de Virginia Ocidental (2017–2025)[25]

#### Eliminados nas primárias
- Bryan Bird, pastor[26]
- Zane Lawhorn, optometrista e candidato perene[27]
- Don Lindsay[26]
- Bryan McKinney, gerente de vendas[26]
- Janet McNulty, profissional de TI[26]
- Alex Mooney [en], deputado pelo 2º distrito da Virgínia Ocidental [en] (2015–2025)[28]

#### Retiraram-se
- Chris Rose, minerador de carvão[29]

#### Recusaram-se
- Carol Miller [en], deputada pelo 1º distrito da Virgínia Ocidental [en] (2019–presente)[30]
- Patrick Morrisey [en], Procurador Geral da Virgínia Ocidental (2013–presente) e candidato ao Senado dos EUA em 2018 [en].[31]

### Endossos
| Categoria             | Jim Justice | Alex Mooney |
| --------------------- | --- | --- |
| Autoridades federais  | - Donald Trump, 45º presidente dos Estados Unidos (2017–2021) | — |
| Senadores dos EUA     | - Marsha Blackburn, senadora pelo Tennessee (2019–presente) - Mitch McConnell, senador pelo Kentucky (1985–presente) e Líder da Minoria no Senado dos Estados Unidos (2021–2025) - Shelley Moore Capito, senadora pela Virgínia Ocidental (2015–presente) - Lindsey Graham, senador pela Carolina do Sul (2003–presente) - Tom Cotton, senador pelo Arkansas (2015–presente) | - Ted Cruz, senador pelo Texas (2013–presente) - Rand Paul, senador pelo Kentucky (2011–presente) - Mike Lee, senador pelo Utah (2011–presente) - Jim DeMint, ex-senador pela Carolina do Sul (2005–2013) |
| Deputados federais    | - David McKinley [en], deputado federal pelo 1º distrito da Virgínia Ocidental [en] (2011–2023) | - Jim Jordan [en], deputado federal pelo 4º distrito congressional do Ohio [en] (2007–presente) |
| Autoridades estaduais | — | - Riley Moore [en], Tesoureiro do Estado da Virgínia Ocidental (2021–presente) - Craig Blair [en], Vice-Governador da Virgínia Ocidental (2021–presente) |
| Deputados estaduais   | - Moore Capito [en], deputado estadual (2016–2023) | - Eric Householder [en], Líder da Maioria da Câmara dos Delegados da Virgínia Ocidental (2023–presente) - Rollan Roberts [en], senador estadual do 9º distrito [en] (2019–presente) - Chuck Horst [en], deputado estadual pelo 62º distrito (2020–presente) - Patricia Rucker [en], senadora estadual do 16º distrito [en](2016–presente) - Robert Lee Karnes [en], senador estadual do 11º distrito [en] (2020–presente) - Chris Pritt [en], deputado estadual do 36º distrito (2020–presente) - Pat McGeehan [en], deputado estadual do 1º distrito (2014–presente) |
| Indivíduos            | - Cathy Justice, educadora e Primeira-Dama da Virgínia Ocidental (2017–2025) (esposa do candidato) | — |
| Organizações          | - BIPAC [en] - Comitê Nacional Republicano Senatorial [en] - Republican Main Street Partnership [en] - Associação do Carvão da Virgínia Ocidental [en]l | - Citizens United [en] - Club for Growth [en] - Conferência de Ação Política Conservadora (CPAC) - Eagle Forum - Republican Liberty Caucus [en] - Senate Conservatives Fund [en] - National Federation of Republican Assemblies [en] |

### Arrecadação de fundos
| Relatórios de financiamento de campanha até 24 de abril de 2024 | Relatórios de financiamento de campanha até 24 de abril de 2024 | Relatórios de financiamento de campanha até 24 de abril de 2024 | Relatórios de financiamento de campanha até 24 de abril de 2024 |
| Candidato                                                       | Arrecadado                                                      | Gasto                                                           | Dinheiro disponível                                             |
| --------------------------------------------------------------- | --------------------------------------------------------------- | --------------------------------------------------------------- | --------------------------------------------------------------- |
| Jim Justice (R)                                                 | $2.956.027                                                      | $2.024.749                                                      | $931.451                                                        |
| Alex Mooney (R)                                                 | $3.266.887                                                      | $2.629.525                                                      | $637.362                                                        |
| Fonte: Comissão Eleitoral Federal                               |                                                                 |                                                                 |                                                                 |

### Pesquisas
| Fonte da pesquisa                     | Data(s) aplicada(s)              | Tamanho da amostra | Margem de erro | Jim Justice | Alex Mooney | Outros | Indecisos |
| ------------------------------------- | -------------------------------- | ------------------ | -------------- | ----------- | ----------- | ------ | --------- |
| Emerson College [en]                  | 2–5 de maio de 2024              | 558 (LV)           | ± 4,1%         | 60%         | 30%         | 10%    | –         |
| Research America                      | 24 de abril a 1º de maio de 2024 | 407 (LV)           | ± 4,9%         | 67%         | 23%         | 7%     | 3%        |
| Osage Research (R)                    | 22–24 de abril de 2024           | 400 (LV)           | ± 4,9%         | 49%         | 35%         | 5%     | 11%       |
| NMB Research (R)                      | 20–22 de abril de 2024           | 500 (LV)           | ± 4,38%        | 60%         | 24%         | –      | 16%       |
| Research America                      | 3–9 de abril de 2024             | 400 (LV)           | ± 4,9%         | 66%         | 24%         | 4%     | 6%        |
| Emerson College [en]                  | 19–21 de março de 2024           | 735 (LV)           | ± 3,6%         | 54%         | 17%         | 1%     | 22%       |
| American Pulse Research & Polling (R) | 13–14 de novembro de 2023        | 414 (LV)           | ± 4,8%         | 56%         | 20%         | 3%     | 22%       |
| Fabrizio, Lee and Associates (R)      | 11–13 de setembro de 2023        | 600 (LV)           | ± 4,0%         | 62%         | 23%         | –      | 15%       |
| Research America                      | 16–26 de agosto de 2023          | 402 (RV)           | ± 4,9%         | 58%         | 26%         | –      | 16%       |
| Orion Strategies                      | 17–20 de junho de 2023           | 651 (LV)           | ± 6,0%         | 56%         | 19%         | 9%     | 16%       |
| East Carolina University              | 22–23 de maio de 2023            | 796 (RV)           | ± 3,7%         | 53%         | 12%         | –      | 35%       |

#### Pesquisas hipotéticas
| Fonte da pesquisa           | Data(s) aplicada(s) | Tamanho da amostra | Margem de erro | Jim Justice | Alex Mooney | Patrick Morrisey | Indecisos |
| --------------------------- | ------------------- | ------------------ | -------------- | ----------- | ----------- | ---------------- | --------- |
| National Public Affairs (R) | 14–17/03/2023       | 360 (LV)           | ± 5,2%         | 43%         | 21%         | 10%              | 24%       |
| Terrance Group [en]         | 05–07/02/2023       | 609 (LV)           | ± 4,1%         | 53%         | 16%         | 21%              | 8%        |

### Resultado
| Candidato        | Partido                                   | Votos   | Percentual |
| ---------------- | ----------------------------------------- | ------- | ---------- |
| Jim Justice      | Partido Republicano da Virgínia Ocidental | 138.307 | 61,84%     |
| Alex Mooney [en] | Partido Republicano da Virgínia Ocidental | 59.348  | 26,54%     |
| Bryan Bird       | Partido Republicano da Virgínia Ocidental | 7.001   | 3,13%      |
| Bryan McKinney   | Partido Republicano da Virgínia Ocidental | 6.573   | 2,94%      |
| Zane Lawhorn     | Partido Republicano da Virgínia Ocidental | 4.517   | 2,02%      |
| Janet McNulty    | Partido Republicano da Virgínia Ocidental | 4.404   | 1,97%      |
| Don Lindsay      | Partido Republicano da Virgínia Ocidental | 3,503   | 1,57%      |
| Votos totais     | Votos totais                              | 223,653 | 100%       |

## Outros candidatos

### Declinaram
- Joe Manchin, atual senador dos EUA (apoiou Elliott)[68]

### Previsões
| Fonte                               | Classificação       | Em                     |
| ----------------------------------- | ------------------- | ---------------------- |
| The Cook Political Report [en]      | Partido Republicano | 17 de maio de 2024     |
| Inside Elections [en]               | Partido Republicano | 9 de maio de 2024      |
| Sabato's Crystal Ball [en]          | Partido Republicano | 17 de abril de 2024    |
| Decision Desk HQ [en]/The Hill [en] | Partido Republicano | 8 de junho de 2024     |
| State Navigate [en]                 | Partido Republicano | 21 de novembro de 2023 |
| RealClearPolitics [en]              | Partido Republicano | 5 de agosto de 2024    |
| FiveThirtyEight [en]                | Partido Republicano | 23 de outubro de 2024  |

### Avaliações pós-primárias
| Candidato         | Endossos                                                                            |
| ----------------- | ----------------------------------------------------------------------------------- |
| Glenn Elliott (D) | Senadores dos EUA - John Fetterman, Senador dos EUA por Pensilvânia (2023–presente) |
| Jim Justice (R)   | Organizações - Comitê Nacional do Direito à Vida [en]                               |

### Arrecadação de fundos
| Candidato                         | Arrecadado | Gasto      | Saldo em caixa |
| --------------------------------- | ---------- | ---------- | -------------- |
| Glenn Elliott (D)                 | $252.262   | $183.127   | $69.135        |
| Jim Justice (R)                   | $3.680.408 | $2.881.158 | $799.423       |
| Fonte: Comissão Eleitoral Federal |            |            |                |

## Resultados
| Candidato                                                                                               | Partido     | Votos   | Percentual | Mudança |
| --- | ----------- | ------- | ---------- | ------- |
| Jim Justice (eleito)                                                                                    | Republicano | 514.079 | 68,75%     | +22,49% |
| Glenn Elliott                                                                                           | Democrata   | 207.548 | 27,76%     | -21,81% |
| David Moran                                                                                             | Libertário  | 26.075  | 3,49%      | -0,68%  |
| Candidaturas não oficiais                                                                               | —           | 15      | 0,00%      | N/D     |
| Total                                                                                                   | Total       | 747.717 | 100,00%    | —       |
| Nota: O assento foi ganho pelo Partido Republicano, anteriormente ocupado por um Político independente. |             |         |            |         |

### Condados que mudaram de Democrata para Republicano
- Brooke (maior borough: Wellsburg)
- Boone (maior cidade: Madison)
- Braxton (maior cidade: Sutton)
- Cabell (maior cidade: Huntington)
- Fayette (maior cidade: Fayetteville)
- Gilmer (maior cidade: Glenville)
- Greenbrier (maior cidade: Lewisburg)
- Harrison (maior cidade: Clarksburg)
- Jefferson (maior cidade: Charles Town)
- Kanawha (maior cidade: Charleston)
- Lincoln (maior cidade: Hamlin)
- Marshall (maior cidade: Moundsville)
- Mason (maior cidade: Point Pleasant)
- Marion (maior cidade: Fairmont)
- McDowell (maior cidade: Welch)
- Mineral (maior município: Keyser)
- Monongalia (maior cidade: Morgantown)
- Ohio (maior cidade: Wheeling)
- Putnam (maior município: Hurricane)
- Randolph (maior cidade: Elkins)
- Roane (maior cidade: Spencer)
- Summers (maior cidade: Hinton)
- Wayne (maior cidade: Kenova)
- Wetzel (maior cidade: New Martinsville)
- Wood (maior município: Parkersburg)

### Por distrito congressional
Justice venceu ambos os distritos congressionais.
| Distrito         | Elliott | Justice | Representante                 |
| ---------------- | ------- | ------- | ----------------------------- |
| 1º distrito [en] | 26.9%   | 70.0%   | Carol Miller [en]             |
| 2º distrito [en] | 28.6%   | 67.6%   | Alex Mooney (118.º Congresso) |
| 2º distrito [en] | 28.6%   | 67.6%   | Riley Moore (119.º Congresso) |